# Гранд акваријум Хургада
Гранд акуариум је акваријум који се налази у Хургади, у Египту, на Црвеном мору. У оквиру акваријума, налази се 24 одвојене галерије, укључујући тунел ајкула, прашуму и „Долину китова“, засновану на фосилима пронађеним у западној пустињи.

## Историјат
Гранд акваријум је отворен у јануару 2015. године, обухвата више од 40.000 квадратних метара наткривеног простора  и садржи 10 милиона кубика воде. Ова огромна површина садржи преко 1200 изузетно ретких врста риба и осталих животињских створења Црвеног мора, где спадају поједине врсте ајкула и корњача. То је један од највећих акварија на Афричком континенту, као и скоро највећи у арапском свету. Дуж акваријума, на дубини од 11 метара испод земље, простире се стаклени тунел, чија дужина износи 48 метара. На горњем спрату Гранд акваријума налази се велики изложбен простор са разним морским створењима са свих страна света, као што су риба лав, пингвини, морске лисице, пиране, амерички крокодили.
Цео простор је дизајниран да прикаже живот гребенског система Црвеног мора и подстичемо све да се укључе у заштиту океана који нас окружује.

## Идеја и мотив
Циљ отварања оваквог акваријума је заштита океана који нас окружује. Акваријум има за циљ да помогне у спашавању угрожених врста кроз едукативне и истраживачке програме и да сарађује са универзитетима широм земље.

## Занимљивости
Акваријум је ушао у Гинисову књигу рекорда управо због своје величине.